# Maurice Destrem

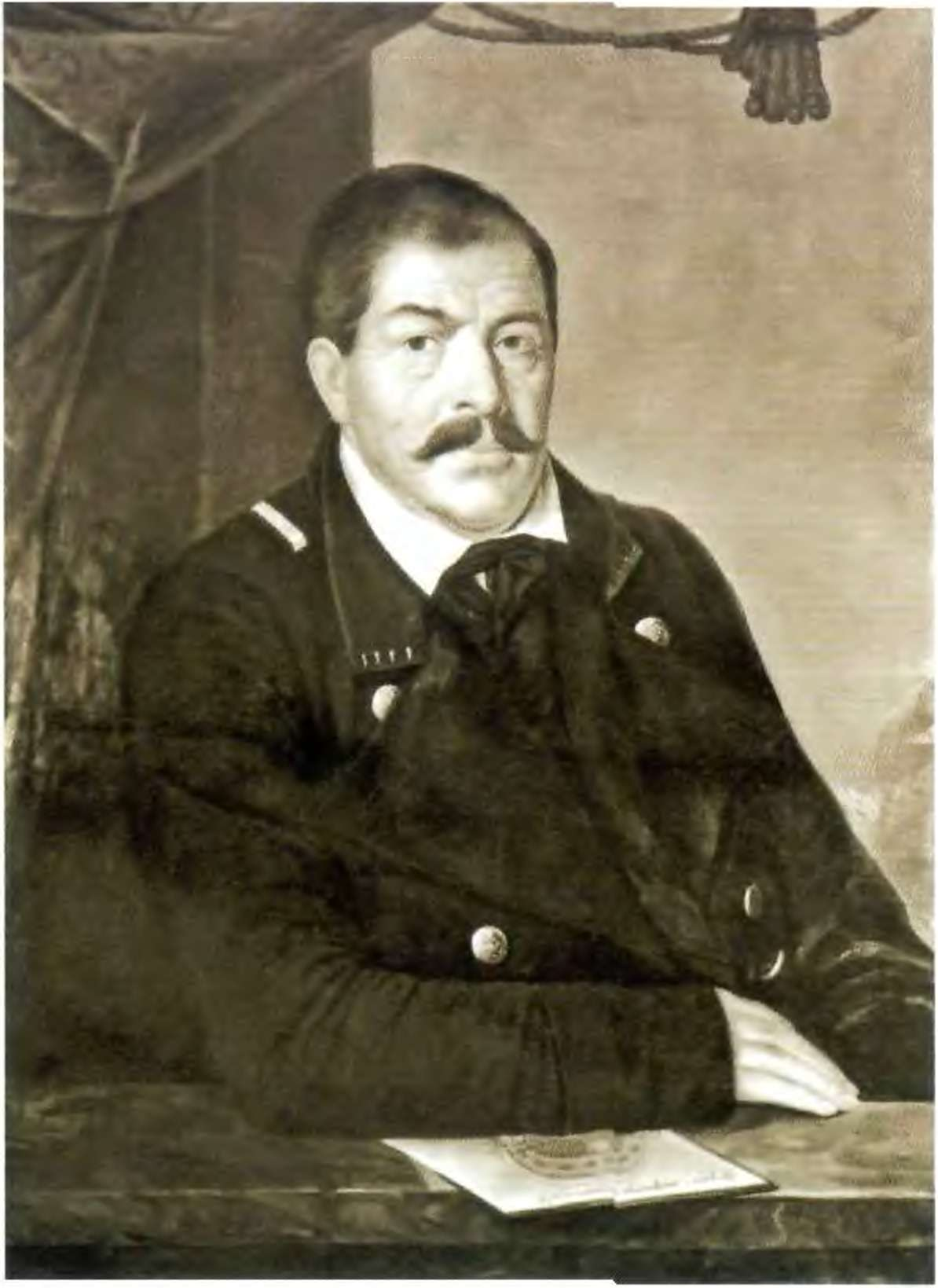
Maurice Destrem (przed 1855)

Jean Antoine Maurice Destrem - ros. Жан Антуан Морис Гугович Дестрем (ur. 31 lipca 1787 w Fanjeaux- zm. 10 listopada 1855 w Carskim Siole) – francuski inżynier działający w Rosji.

## Życie
Ukończył Ecole polytechnique w Paryżu. Jego wybitne zdolności zwróciły na siebie uwagę cesarza Napoleona I, który w 1810 wysłał go wraz z grupą trzech innych francuskich inżynierów (m.in. z Pierre-Dominique Bazaine) do Rosji w celu uczestnictwa  organizowanym wówczas przez cara Aleksandra I rosyjskim korpusie inżynierów komunikacji. Po przybyciu do Rosji został przyjęty do rosyjskiej służby i jako kapitan wysłany do Odessy do dyspozycji tamtejszego gubernatora Armand-Emmanuel du Plessis księcia de Richelieu. Tam sporządził projekt portu Eupatoria i a następnie zbudował  budynki hydrauliczne w porcie w Odessie. W 1811 wrócił do Petersburga i został mianowany profesorem mechaniki spekulatywnej w Instytucie Korpusu Inżynierów Komunikacji. Po wybuchu wojny z Francją zesłany wraz z innymi Francuzami do Irkucka we wschodniej Syberii (1812-1815). W tym czasie nauczył się perfekcyjnie języka rosyjskiego. Wiosną 1815 po powrocie do Petersburga ponownie pracował jako profesor w Instytucie Komunikacji. W latach 1816–1818 przebywał w Gruzji gdzie prowadził badanie w zlewni rzek Kura i Rion oraz opracowywał projekt budowy gruzińskiej drogi wojskowej. Następnie wysłany do Rewla aby sporządzić plan ukończenia budowy portu wojskowego, który następnie zrealizowano. Od 1820 był zarządcą  II okręgu komunikacyjnego. W 1821 wydał podręcznik mechaniki, który przez długi czas służył studentom Instytutu Inżynierów Komunikacji. Był także od sierpnia 1821 członkiem komisji powołanej przy Cesarskiej Akademii Sztuk Pięknych rozpatrującej zagadnienia prac budowlanych soboru św. Izaaka. W latach 1826–1834 redagował czasopismo naukowe Ministerstwa Komunikacji - "Журнал путей сообщения". Od 1834 był dyrektorem departamentu w tymże ministerstwie. W tym czasie nadzorował budowę nowego fortu na torze wodnym Kronsztadu, prowadził działania w celu usprawnienia żeglugi na Wołdze, a także był członkiem wielu ministerialnych komisji konkursowych m.in. dot. projektu wystroju wnętrz soboru św. Izaaka czy  budowy mostu Nikołajewskiego. W 1849 pracował w komisji nadzorującej eksperymenty nad wprowadzeniem w Rosji oświetlenia elektrycznego, wynalezionego przez francuskiego chemika Archro. Poza działalnością zawodową interesował się literaturą rosyjską, m.in. przetłumaczył wiele bajek Kryłowa na język francuski. Otrzymał złoty medal Akademii Nauk w Petersburgu.
W 1852 ciężko zachorował i z tego tytułu po otrzymaniu urlopu wyjechał do uzdrowisk niemieckich. Jednak wieloletnia kuracja (1852-1855) okazała się nieskuteczna i po powrocie do Rosji zmarł jako generał porucznik. Pochowany w Petersburgu na luterańskiej części cmentarza smoleńskiego,

### Wybór prac
- Traité de mécanique à l'usage des élèves de l'institut des voies et communication, St. Petersburg 1820;
- Sur le mode de transport le plus avantageux pour la Russie, St. Petersburg 1831
- Considération générales sur les avantages relatifs des canaux et des chemins à ornières et application itp. Petersburg 1831
- Mémoires sur divers objets relatifs à la science de l'ingénieur, St. Petersburg, 1835.

### Odznaczony
- Order św. Stanisława I klasy (6 grudnia 1831)
- Order św. Anny I klasy (9 stycznia 1833)
- Order św. Włodzimierza II klasy (25 marca 1839 )
- krzyż kawalerski Orderu Legii Honorowej

## Życie prywatne
Pochodził z rodziny przybyłej do Francji ze Szwecji, Był synem francuskiego polityka i rewolucjonisty Huguesa Destrem (1754-1804) i Anny z domu Albaret (1750-1825). Był założycielem rosyjskiej linii rodziny Destrem (Дестрем). Jego dziećmi byli pułkownik Dymitrj (1820-1866), Władimir (1819-?), Sofia  (1821-?) żona Nikołaja Fjedosowicza Wołkowa (1812-1847) i Hugo (1822-?).